# Antonio Lussich
Antonio Dionisio Lussich (Montevideo, 23 de març de 1848 – Punta del Este, 5 de juny de 1928) va ser un empresari, mariner, botànic i escriptor uruguaià.

## Biografia
Era fill de Filip Lukšić, un mariner croat que va arribar al port de Montevideo durant els anys 1840.
Lussich és més conegut per ser l'autor de Los tres gauchos orientales, una obra sobre la vida dels gautxos uruguaians de la segona meitat del segle xix. També va escriure sobre temes marítims.
Pel que fa a la seva ideologia política, Lussich era membre del conservador Partit Nacional i, de fet, va lluitar a favor dels blancos durant la guerra civil. No obstant això, va mantenir una relació cordial, un cop acabats els enfrontaments, amb representants de l'opositor Partit Colorado com, per exemple, els presidents Claudio Williman i Baltasar Brum.
El 1896 va comprar un terreny a la península de Punta Balena. En aquest lloc va dur a terme la seva gran obra mestra, un jardí botànic que avui porta el seu nom: l'arborètum Lussich.
Va morir a Punta del Este el 1928 als 80 anys.

## Obra
- Los tres gauchos orientales (Imprenta de La Tribuna, 1872)
- El matrero Luciano Santos (1873)
- Cantalicio Quirós y Miterio Castro (1883)